# ウィリアム・ゾラック
ウィリアム・ゾラック（William Zorach、1887年2月28日 - 1966年11月15日）は、リトアニア・ユルバルカス出身のユダヤ系アメリカ人の彫刻家。
1932年に制作したロックフェラー・センターの中の劇場 "Radio City Music Hall" のための "Spirit of the Dance" が知られる。

## 略歴
当時ロシア領であった、ユルバルカスにユダヤ系の家に生まれた。1894年に家族はアメリカ合衆国に移住し、オハイオ州のクリーブランドに住んだ。リトアニアでの名前はゾラック・ゴーフィンケル(Zorach Gorfinkel) であったが、アメリカの学校でウィリアムと呼ばれたので、ウィリアムを名乗るようになった。1905年から1907年の間、クリーブランド美術学校で学んだ後、1908年にニューヨークに出て、ナショナル・アカデミー・オブ・デザインに入学した。1910年に美術の修行を続けるためにパリに渡り、私立の美術学校のAcadémie de La Paletteに入学した。
パリでは、学生仲間のアメリカ人画家、マーガリート・トンプソンと知り合い、1912年になってニューヨークで結婚し、結婚後の姓はゾラックを名乗った。帰国した後、1913年にゾラック夫妻の作品はアーモリーショーなどに出展され、批評家や一般の人々に知られることになった。作品はキュービズム、フォービズムの影響を受けていて、ゾラック夫妻はヨーロッパのモダニストのスタイルをアメリカに紹介した芸術家であった。

## 作品

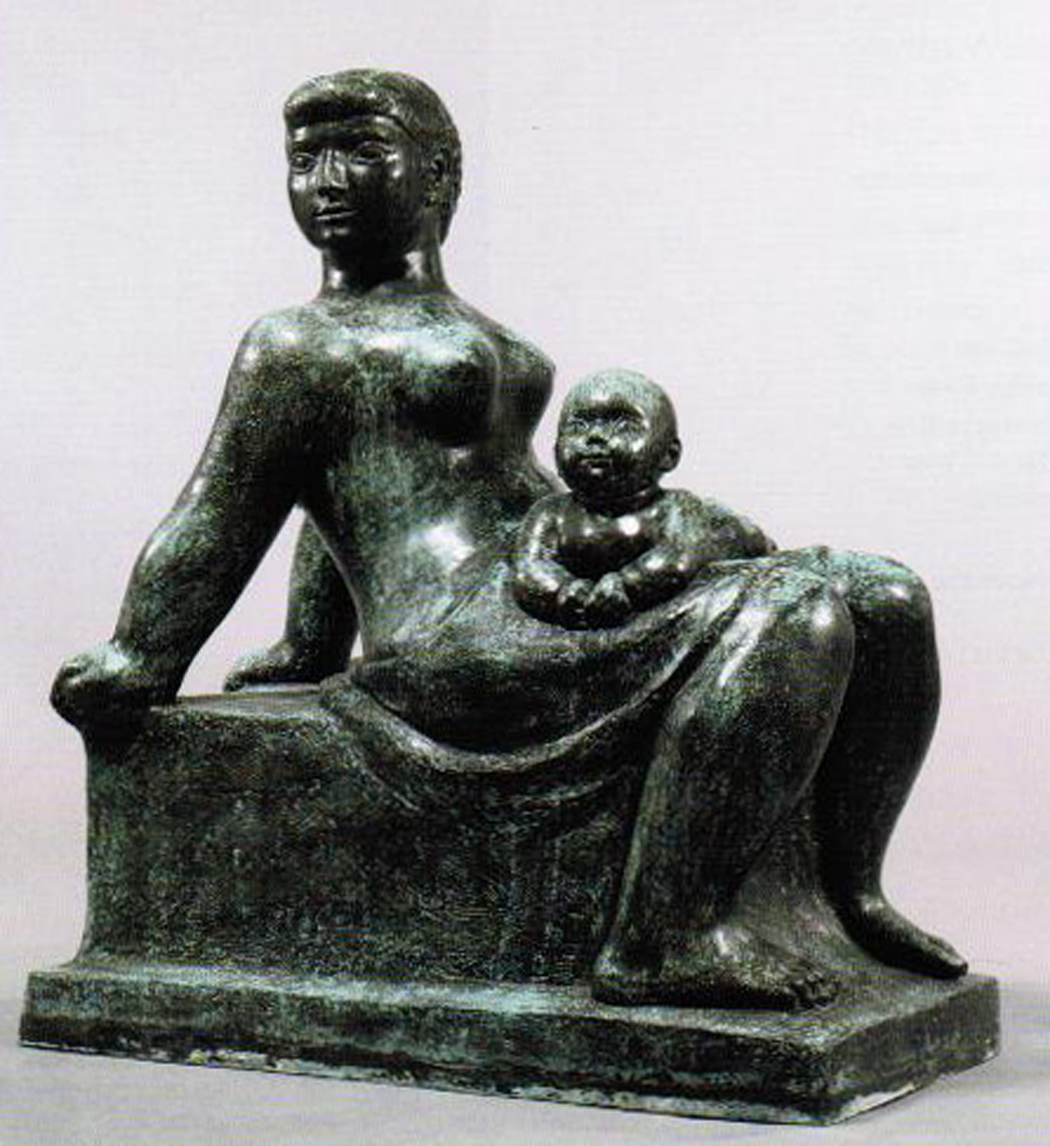
New Horizon(1951)
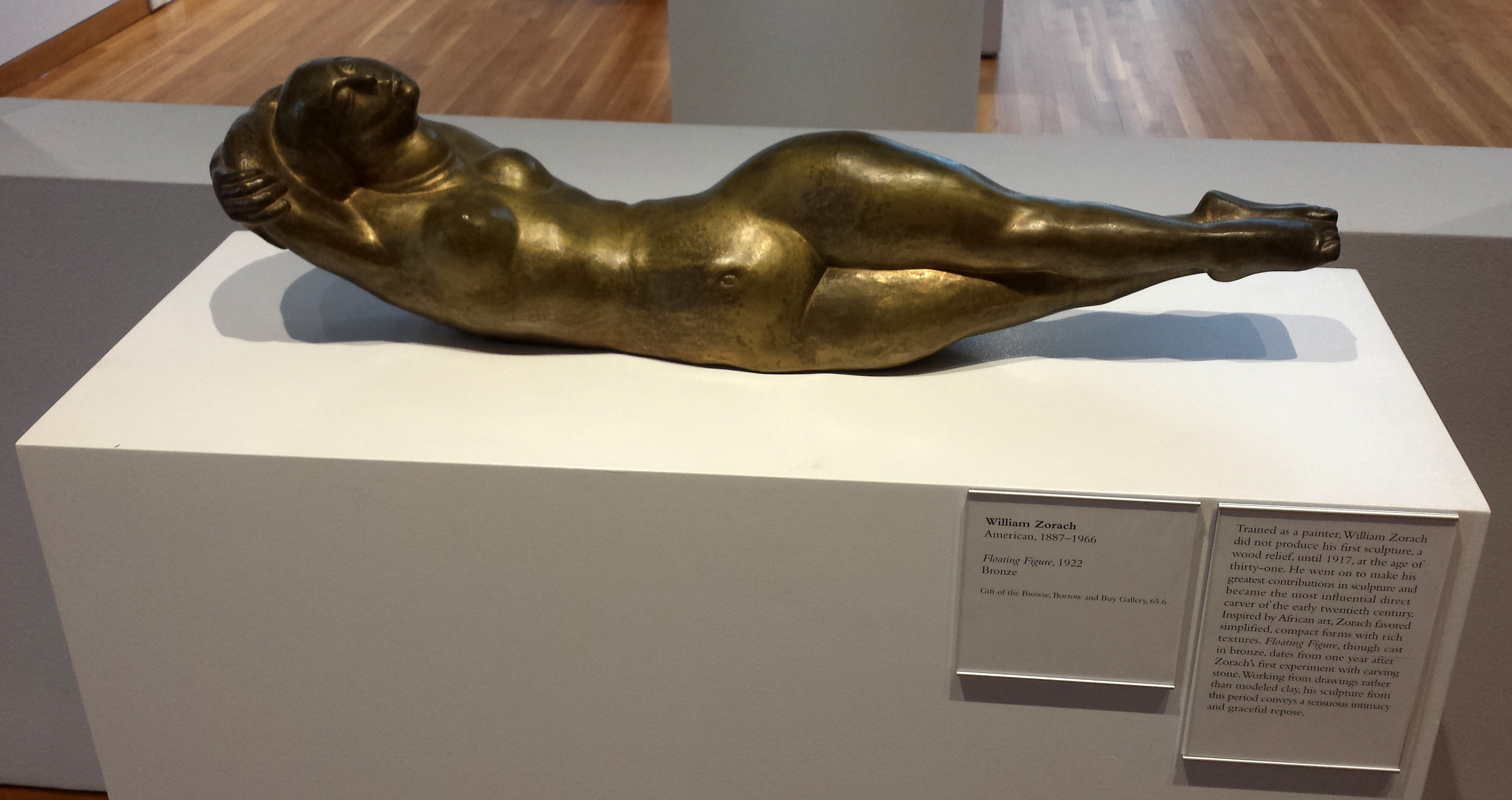
Floating Figure (1922)
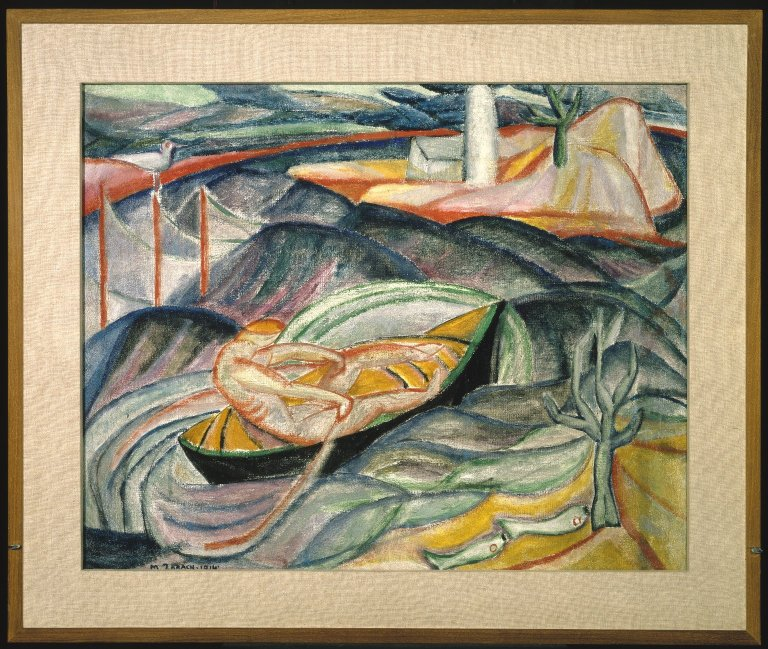
マーガリート・ゾラックと共作の油絵 (1913年頃)
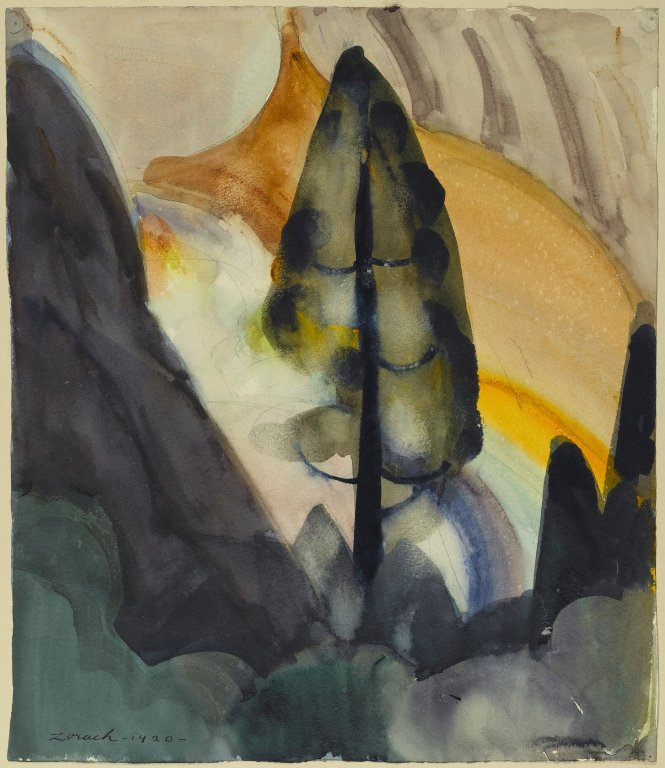
Tree - Yosemite(1920年頃)